# Robert Todd Williams
Robert Todd Williams, znany również jako Dr. Toad (ur. 14 czerwca 1938 w Chicago, zm. 14 sierpnia 2007 w Santa Rosa) – amerykański producent win i współzałożyciel kalifornijskiej firmy winiarskiej Toad Hollow Vineyards. W 1993 roku zagrał barmana w komedii Pani Doubtfire, w której główną rolę zagrał jego przyrodni brat Robin. Zmarł w szpitalu w Santa Rosa w wyniku komplikacji po przeprowadzonej w lipcu 2007 operacji serca.